# Shabab Al-Ahli Club
Shabab Al-Ahli Club (Al-Ahli is Arabisch voor Nationaal) is een voetbalclub uit Dubai in de Verenigde Arabische Emiraten.
De club werd in 1970 opgericht na een fusie tussen Al-Wehdah en Al-Shabab en vier jaar later voegde Al-Najah zich daarbij. De club won vijf keer de VAE Liga. In 2009 nam de club deel aan het FIFA WK voor clubs waarin het in de play-off ronde uitgeschakeld werd door Auckland City.
In 2017 fuseerde Al-Shabab en Dubai CSC met Al-Ahli tot Shabab Al-Ahli Club

## Erelijst
- UAE Pro League: 1975, 1976, 1980, 2006, 2009, 2014, 2016, 2023, 2025
- UAE President's Cup: 1974, 1977, 1988, 1996, 2002, 2004, 2008, 2013, 2019, 2021
- UAE League Cup: 2012, 2014, 2017, 2019, 2021
- UAE Super Cup: 2013, 2014, 2016, 2020

## Trainers
- Henk ten Cate
- Nándor Hidegkuti
- Leonardo Jardim
- Srećko Juričić
- Ilie Balaci
- Markov Zeljko
- Winfried Schäfer
- Faozy Altaisha
- Alan Michelle
- Yousef Zawawi
- Robert Pouven
- Ivan Hašek

## Bekende (oud-)spelers
- Oussama Assaidi
- Aristide Bancé
- Fabio Cannavaro
- Jakson Coelho
- Karim El Ahmadi
- Grafite
- Ali Karimi
- Kingsley Obiekwu
- Ricardo Quaresma
- Moussa Sow

## Internationaal
Internationaal nam Al-Ahli FC twee keer deel aan een AFC competitie.
AFC Champions League: 2005, 2009
Ajman Club · Al Ain FC · Al Dhafra SCC · Al-Fujairah SC · Al-Ittihad Kalba SC  · Al-Jazira Club · Al-Nasr SC · Al-Wahda FC · Al-Wasl Club · Baniyas SC · Dibba Al-Fujairah Club · Emirates Club · Shabab Al-Ahli Club · Sharjah SC